# Ley Blumberg
La llamada Ley Blumberg (Ley 25.886) es una ley aprobada por el congreso argentino el 14 de abril de 2004, que modifica en el Código Penal argentino la figura de los delitos con armas. Existen otras dos leyes que se conocen como Blumberg, que son la Ley 25.882 que modifica el art. 166 del Código Penal que entró en vigor el 4 de mayo de 2004 y la Ley 25.891, de servicios de comunicaciones móviles por la cual se instituye un Registro de Usuarios.
Entre otras cosas las Leyes Blumberg estipulan en 50 años la pena máxima de prisión por sumatoria de delitos para un condenado o una condenada por delitos graves (violación seguida de muerte, secuestro extorsivo seguido de muerte, etc).

## Contexto
El nombre de Ley Blumberg se debe a que el principal impulsor de dicha ley fue el empresario textil de Buenos Aires, Juan Carlos Blumberg, cuyo hijo Axel fue secuestrado y asesinado en abril del mismo año.

“Yo hice lo que decía la policía, fui a entregar la plata… y perdí a un hijo”. 

Juan Carlos Blumberg.

El señor Blumberg, que tuvo su pico más alto en dos manifestaciones populares multitudinarias: la primera (150.000 asistentes) al Congreso y la segunda (100.000), a Tribunales, realizadas en 15 días y que apuntaban a reformar la legislación represiva en general, y a una mayor eficiencia del Poder Judicial.

### El petitorio de Blumberg
Juan Carlos Blumberg propuso el 1 de abril de 2004 siete iniciativas en el Congreso de la Nación luego de la primera marcha por reclamo de seguridad. El mismo fue repartido con el fin de obtener 2 millones de firmas durante la marcha.

"Todas las medidas requieren también una verdadera reforma del sistema judicial a los efectos de obtener una Justicia rápida, efectiva y con jueces idóneos para garantizar la plena vigencia del Estado de Derecho"

1. Ley que reprima la portación de armas con pena de prisión no excarcelable. Es la Ley 25.882, que modificó el artículo 166 del Código Penal, sancionada el 14 de abril de 2004.
2. Ley que obligue a la registración pública de la telefonía celular móvil. Es la Ley 25.891, que estableció que la comercialización de los mencionados servicios podrá realizarse, únicamente, a través de las empresas autorizadas. Fue sancionada el 28 de abril de 2004.
3. Adoptar un sistema de documentación personal, DNI, que impida su falsificación o adulteración, similar al implementado en los pasaportes.
4. Legislar un sensible aumento de las penas mínimas y máximas para los delitos de homicidio, secuestro, violación y establecer un régimen especial de severidad. Ley 25.892. Modificó el artículo 13, 14 y 15 respecto al beneficio de Libertad Condicional para los casos de delitos de prisión perpetua considerados aberrantes: sancionada el 5 de mayo de 2004. Ley 25.893: Incremento de penas para homicidios y violaciones seguidas de muerte. Modificación del Código Penal: Sancionada el 5 de mayo de 2004.
5. Modificar la pena en condenas por dos o más hechos. Las penas deben sumarse sin límite máximo. Modificó el artículo 55 del Código Penal, al fijar el tope de 50 años de prisión o reclusión para los responsables de distintos delitos concurrentes. Aprobado por el 18 de agosto de 2004.
6. Que la pena perpetua sea perpetua. No más de 25 años de máximo. No fue incluido como proyecto independiente, sino que está enmarcado en la ley 25.892.
7. Legislar imponiendo para los encarcelados que sean procesado o condenados a una reeducación a través del trabajo.[5]

## Contenido de la Ley 25.886

### Las reformas de las leyes
- Suma de penas: permite adicionar el tiempo de prisión por distintos delitos comunes cometidos por la misma persona, con un tope de 50 años (antes el máximo era de 25).

- Endurecimiento de penas: para los robos cometidos con armas, para la tenencia ilegal de armas –no incluye las de calibres menores-, y para delitos "aberrantes", como secuestros extorsivos seguido de muerte, la violación seguida de muerte y la tortura seguida de muerte.

- Aumento de penas: para miembros de fuerzas de seguridad que cometan delitos.

- Prohibición de las salidas anticipadas de prisión: limita la libertad condicional para los autores de los ya mencionados delitos "aberrantes".

- Eliminación del dos por uno: quita el beneficio a los condenados de contar doble los días de prisión previos a la sentencia, lo que les permitía cumplir una menor pena efectiva.

- Trabajo de los presos: hay un programa nacional que obliga a todos los condenados a ello, a cambio de un salario (además, pagan a una aseguradora de riesgos de trabajo y se le descuentan aportes jubilatorios). Sin embargo, hasta el momento solo hay capacidad para que cerca de un 25 por ciento de los presos del país tengan empleo.

- Registro de teléfonos celulares: el Congreso sancionó la Ley 25.891 que regula el mercado y prohíbe la actividad de revendedores además de crear el registro de usuarios.[6]

### Modificatorias
- Modificación del Código Penal, Art. 189 bis
- Derogación del Código Penal, Art. 189 ter y 42 bis de la Ley Nacional de Armas y Explosivos N.º 20.429
- Sustitución Art. 33, Inciso I, Apartado e) del Código Procesal Penal

No se mencionan en la reforma las penas que corresponderían por la tenencia de munición de guerra y por acopio de armas de guerra, piezas, municiones de estas o instrumental para producirlas. Como la ley 25.886 indica claramente en su artículo primero "Sustitúyese el artículo 189 bis del Código Penal (...)" el delito desaparece.

## Tratamiento de la ley
Fue aprobada por el Senado el 14 de abril de 2004 y promulgada el 4 de mayo de ese mismo año.

## Controversias

### Art. 189 bis del Código Penal
Art. 189 bis del Código Penal “(...) el que registrare antecedentes penales por delito doloso contra las personas o con el uso de armas, o se encontrare gozando de una excarcelación o exención de prisión anterior y portare un arma de fuego de cualquier calibre, será reprimido con prisión de cuatro a diez años.”

La Cámara del Crimen porteña declaró en el año 2006 la inconstitucionalidad parcial de la modificación al Código Penal, aprobada en abril de 2004, que agrava las penas por portación de armas de fuego de cualquier calibre, en el caso de que se trate de personas con antecedentes penales. Los jueces sostuvieron que, desde la óptica de la normativa, lo que se está castigando son los antecedentes del autor y no los hechos concretos, motivo por el cual “se vulnera el principio de culpabilidad”. Su fallo se basó en que “resulta contrario a nuestra Constitución” porque “nuestro sistema adopta un Derecho Penal de acto y no de autor, resultando absolutamente prohibido cualquier intento de sancionar ‘personalidades’, ‘formas de ser’ o ‘estados peligrosos’ sin que se hayan materializado en acciones”.
Sobre el mismo artículo, en el año 2009 los integrantes de la Cámara Penal porteña consideraron de manera unánime que es inconstitucional que una persona que delinque al portar ilegalmente un arma reciba una pena mayor si registra antecedentes por delitos dolosos ya que, de este modo, no se estaría juzgando el hecho sino a la persona.

"Un imputado lo es por lo que ha hecho, no por su historia de vida. Que una persona tenga antecedentes no significa que sea autor del siguiente hecho. De esa forma, se lo imputaría doblemente. Se viola el principio de inocencia que rige en todo proceso penal. Es como si se lo considerara responsable porque ya lo había sido en un caso anterior. Es un caso de prejuzgamiento".

Héctor Granillo Fernández.
Integrante del comité ejecutivo de la Asociación Argentina de Profesores de Derecho Procesal Penal.

### Art. 166 del Código Penal
"Art. 1. Sustitúyese el artículo 166 del Código Penal por el siguiente: (...) Si se cometiere el robo con un arma de fuego cuya aptitud para el disparo no pudiera tenerse de ningún modo por acreditada, o con un arma de utilería, la pena será de TRES a DIEZ años de reclusión o prisión."

Una de las tantas reformas hechas en el Código Penal, a partir de las presentaciones y exigencias de Juan Carlos Blumberg, terminó beneficiando a quienes estaban detenidos por robo a mano armada. De esta manera, el objetivo que perseguía esta medida, de endurecer las penas para que los delincuentes que usaran armas de fuego no salieran fácilmente, se convirtió en la excusa de los abogados para pedir la excarcelación de sus defendidos.
Uno de los artículos modificados fue el 166, que contempla el agravante y la pena correspondiente para quien cometa un asalto y amenace a la víctima con un arma. Antes, la escala penal era de cinco a quince años de prisión de reclusión. Y, en el caso de que se tratara de un arma de fuego, la pena 'se elevará un tercio en su mínimo y en su máximo'.
El robo agravado tiene esta denominación a partir de la presencia de un arma de fuego, aunque en casi el 80% de los casos, la pistola, revólver, escopeta o ametralladora no aparecen. Por eso, los jueces y las cámaras del crimen se guiaban con las doctrinas adoptadas por las Cortes provinciales. En Mendoza, por ejemplo, tenía validez la versión dada por la víctima.
Esto significa que si no se encuentra el arma o se verifica que no estaba apta para su uso, la pena es excarcelable si el imputado no tiene una condena anterior. La primera excarcelación con estas características fue presentada por el penalista Pablo Cazabán. El beneficiado fue Martín Leggia, acusado de robar una bicicleta y mostrar el arma en ese momento. Cuando lo detuvieron ya no tenía el arma en su poder. Ahora está libre.
Víctor Camargo, un delincuente que junto a dos cómplices le robó a una familia 200.000 dólares a punta de arma, fue beneficiado con la Ley Blumberg: que rebaja la escala de castigo (de 3 a 10 años) para el delito de robo con armas de fuego, siempre que no se pueda probar la aptitud de esa arma para disparar. Cuando se prueba esa aptitud de disparo, el castigo es mayor: 5 a 15 años de cárcel. El beneficio de esa reforma se lo dio la Corte de Justicia, aun cuando entendió que cabía aplicarle una pena mayor a los 7 años de cárcel que le aplicó un tribunal el 13 de septiembre de 2007. A pesar de que el máximo tribunal le dejó la misma pena (7 años), consideró que Camargo fue condenado por la Sala III de la Cámara Penal, con la aplicación de la escala de 5 a 15 años de cárcel, es decir la del robo cometido con armas aptas para el disparo, pero sin tener ninguna prueba de que con esas armas (no secuestradas) se podía disparar.